# 8 Zapasowy Pułk Piechoty
8 zapasowy pułk piechoty – zapasowy oddział piechoty ludowego Wojska Polskiego. 
Rozkazem ogólnym Dowództwa 1 Armii Polskiej nr 0168 z 5 sierpnia 1944 nakazano sformować 8 zapasowy batalion piechoty.
Rozkazem dowódcy 1 Armii WP nr 66 z 24 października 1944 sformowano 8 zapasowy pułk piechoty według etatu nr 04/29927. Jednostkę formowano w Jarosławiu, a następnie przeniesiono ją do Rzeszowa.
23 marca 1945 stan liczebny pułku wynosił 1 518 osób, w tym 325 osób stanu stałego.
W czerwcu 1945 rozformowano pułk, a na jego bazie sformowano 53 pułk piechoty.